# 翅柄岩报春
翅柄岩报春（学名：Primula dryadifolia sp. jonardunii）为报春花科报春花属下的一个亚种。

## 扩展阅读
- 維基物種上的相關：翅柄岩报春